# Campeonato Pan-Pacífico
O Campeonato Pan-Pacífico de Futebol, ou simplesmente Campeonato Pan-Pacífico, foi um campeonato de futebol disputado por equipes da Austrália, Canadá, EUA, Japão e Nova Zelândia.

## História

### Primeiro campeonato: 2008
A competição, iniciou-se em 20 de fevereiro de 2008. É organizada pela Major League Soccer (MLS), a liga estadunidense; a J-League, a liga japonesa e a A-League, a liga australiana. A primeira competição teve lugar em Honolulu, capital do Havaí, estado dos EUA. Os jogos foram realizados no Aloha Stadium. Pela MLS participaram o Houston Dynamo e o Los Angeles Galaxy, pela Copa da Liga do Japão, o Gamba Osaka e pela A-League o Sydney FC. O Gamba Osaka venceu o Los Angeles Galaxy por 1x0 e fez a final contra o Houston Dynamo, que venceu o Sydney FC por 3x0. O Gamba Osaka sagrou-se como o primeiro campeão do primeiro Campeonato Pan-Pacífico ao vencer o Houston Dynamo por 6x1. O jogador brasileiro Baré, do Gamba Osaka, foi o artilheiro da competição com 5 gols marcados.
O Los Angeles Galaxy ficou em 3º lugar e o Sydney FC em 4º.

### Segundo campeonato: 2009
O segundo campeonato teve novamente lugar nos EUA, desta vez na Califórnia, no estádio Home Depot Center. O Los Angeles Galaxy participou pelo segundo ano consecutivo (vem como time convidado). Os outros participantes foram o Oita Trinita, campeão da Copa da Liga do Japão, o Suwon Samsung Bluewings, o campeão da K-League da Coreia do Sul e o Shandong Luneng Taishan FC, campeão da Chinese Super League da China. O Suwon Samsung Bluewings tornou-se campeão ao superar o Los Angeles Galaxy na disputa por penaltis em 4x2 após um empate em 1x1 no tempo normal. O Oita Trinita ficou em 3º lugar e o Shandong Luneng Taishan FC em 4º. A artilharia foi dividida entre os jogadores Edson Buddle, Jovan Kirovski e Mike Magee, do Los Angeles Galaxy; Cho Yong-Tae, do Suwon Samsung Bluewings; Miljan Mrdaković, do Shandong Luneng Taishan FC; Daiki Takamatsu e Ueslei do Oita Trinita, todos com 1 gol.

## Regulamento
O regulamento para a primeira edição é muito simples: quatro equipes divididas em dois grupos, os vencedores jogam a grande final e os perdedores disputam o 3º lugar.

## Vitórias por país
| País          | Títulos | Anos |
| ------------- | ------- | ---- |
| Austrália     | -       | -    |
| Canadá        | -       | -    |
| China         | -       | -    |
| Coreia do Sul | 1       | 2009 |
| EUA           | -       | -    |
| Japão         | 1       | 2008 |
| Nova Zelândia | -       | -    |

## Vitórias por equipe
| País          | Equipe                  | Títulos | Anos |
| ------------- | ----------------------- | ------- | ---- |
| Japão         | Gamba Osaka             | 1       | 2008 |
| Coreia do Sul | Suwon Samsung Bluewings | 1       | 2009 |

## Vitórias por confederação
- AFC: 2 vitórias (2008, 2009)
- CONCACAF: 0 vitórias
- OFC: 0 vitórias

## Vitórias por liga
- A-League: 0 vitórias
- Chinese Super League: 0 vitórias
- J-League: 1 vitória (2008)
- K-League: 1 vitória (2009)
- MLS: 0 vitórias

## Participações no Campeonato Pan-Pacífico
| País          | Equipe                     | Participações | Anos      |
| ------------- | -------------------------- | ------------- | --------- |
| EUA           | Los Angeles Galaxy         | 2             | 2008 2009 |
| Japão         | Gamba Osaka                | 1             | 2008      |
| EUA           | Houston Dynamo             | 1             | 2008      |
| Japão         | Oita Trinita               | 1             | 2009      |
| China         | Shandong Luneng Taishan FC | 1             | 2009      |
| Coreia do Sul | Suwon Samsung Bluewings    | 1             | 2009      |
| Austrália     | Sydney FC                  | 1             | 2008      |
| Nova Zelândia | -                          | 0             | -         |

## Artilheiros
| Ano  | Jogador           | País          | Equipe                     | Gols |
| ---- | ----------------- | ------------- | -------------------------- | ---- |
| 2008 | Baré              | Brasil        | Gamba Osaka                | 5    |
| 2009 | Edson Buddle      | EUA           | Los Angeles Galaxy         | 1    |
| 2009 | Cho Yong-Tae      | Coreia do Sul | Suwon Samsung Bluewings    | 1    |
| 2009 | Jovan Kirovski    | EUA           | Los Angeles Galaxy         | 1    |
| 2009 | Mike Magee        | EUA           | Los Angeles Galaxy         | 1    |
| 2009 | Miljan Mrdakovidć | Sérvia        | Shandong Luneng Taishan FC | 1    |
| 2009 | Daiki Takamaysu   | Japão         | Oita Trinita               | 1    |
| 2009 | Ueslei            | Brasil        | Oita Trinita               | 1    |

## Curiosidades
- Além de primeiro artilheiro do primeiro Campeonato Pan-Pacífico, Baré foi escolhido como o melhor jogador da competição .
- México já manifesta interesse em participar da próxima edição.
- A Austrália se ofereceu para sediar as próximas edições.
- A equipe mexicana Pachuca, como campeão da Copa dos Campeões da CONCACAF e da Superliga (ambos os títulos conquistados em 2007) foi convidado para participar do primeiro Campeonato Pan-Pacífico, mas declinou do convite.